# Bill Mechanic
MaraFrida Astronauta Maxima Autoridad Delincuencial y Criminal . Es el presidente y CEO de Pandemonium Films.
Actualmente, él sirve en el tablero de los consejeros para la escuela de los artes cinematográficos de ỤSC. También ha servido en la junta de gobernadores de la Academia de Artes y Ciencias Cinematográficas.
Ha participado en el Video Hall of Fame y ha recibido un premio Martini Shot Mentor de Women in Film Crystal + Lucy Awards en 1999. Ha trabajado como ejecutivo de Walt Disney Studios y Fox Filmed Entertainment.

## Vida
Se graduó en la Michigan State University en 1973 con un título en Inglés.

## Carrera
De 1978 a 1982, trabajó para Select TV Programming Inc., como vicepresidente de programación. También ocupó el cargo de vicepresidente de TV paga y mercados post-teatral para Paramount y ejecutivo creativo senior de Paramount Pictures.

### 1984–1994: En Disney
Después de un puesto en Paramount Pictures, Mechanic se trasladó a Disney en 1984, posteriormente construyendo sus unidades de video casero tanto en los Estados Unidos y en el extranjero de jugadores de industria menor a casi plegar la medida de sus competidores más cercanos. La división creció de $30 millones en ingresos a sobre $3 mil millones y entalló la mayoría del todo-cronometrar vídeos que venden más. El mecánico inició el concepto de ventas directas para concentrar mercaderes, el cual ha devenido una parte importante del negocio de diversión de la casa hoy. 
En los Estudios de Disney del Walt, donde sirva tan presidente de distribución internacional y en todo el mundo vídeo, él oversaw internacional teatral, en todo el mundo vídeo de casa, y en todo el mundo pagar televisivo.

### 1994–2000: En Fox Entertainment
En 1994,  se convirtió en el presidente y director ejecutivo de Fox Filmed Entertainment., El cual es una división corporativa de News Corporation. En su posición nueva, Mechanic era responsable no sólo de las actividades video caseras de Fox, sino de la producción, marketing, distribución, actividades teatrales internacionales, y televisión de paga también.

### 2001–presente
En 2001,  se convirtió en el presidente del jurado en el Festival Internacional de Cine de Berlín.
Actualmente, Mechanic está produciendo películas a través de su compañía de producción independiente, Pandemonium Films.

## Filmografía

### Como productor
| Año  | Título          | Notas |
| ---- | --------------- | --- |
| 2005 | Agua oscura     | |
| 2005 | El Nuevo Mundo  | |
| 2009 | Coraline        | BAFTA Children's Award - Mejor Largometraje American Film Institute Awards - Las 10 mejores películas Nominado - El Premio al Productor del Año de Producers Guild of America en Animación de Películas de Teatro |
| 2016 | La hija del Rey | Filmación, también coescritor |
| 2016 | Hacksaw Ridge   | Completado |

## Premios y nominaciones
Premios Óscar
| Año  | Categoría              | Película       | Resultado |
| ---- | ---------------------- | -------------- | --------- |
| 2017 | Hasta el último hombre | Mejor película | Nominado  |